# 해리슨큰귀자이언트사냥개박쥐
해리슨큰귀자이언트사냥개박쥐(Otomops harrisoni)는 큰귀박쥐과에 속하는 박쥐의 일종이다. 아프리카 북동부와 아라비아 반도에서 발견된다. 2015년 신종으로 기술되었다. 국제 자연 보전 연맹(IUCN)이 보전 등급을 "취약종"으로 분류하고 있다.

## 분류학 및 어원
해리슨큰귀자이언트사냥개박쥐는 큰귀자유꼬리박쥐(Otomops martiensseni)로부터 분리되어 기술되었다. 형태학과 유전 정보에 기초하여 큰귀자유꼬리박쥐로부터 분리되었다. 큰귀자유꼬리박쥐에서 2.10%의 유전적 거리를 가지고 있다. 종소명은 포유류학자 해리슨(David L. Harrison) 박사의 이름에서 유래했다.

## 특징
해리슨큰귀자이언트사냥개박쥐는 큰귀자유꼬리박쥐속에 속하는 가장 큰 종으로 가장 튼튼한 두개골을 갖고 있다. 수컷 몸무게는 31.5~45g인 반면에 암컷은 26.8~45g이다. 전완장은 63.8~74mm이다. 전체 몸길이는 138~163mm이다. 꼬리 길이는 30~48mm이다. 뒷발 길이는 11~16mm이고, 귀 길이는 34~46mm이다. 치열은 1.1.2.32.1.2.3이고, 전체 30개의 이빨을 갖고 있다. 귀는 얼굴 넘어로 돌출되어 코 중심에서 만난다. 이주가 작다. 입술 주위에 늘어진 주름이 있다. 수컷은 목 아래에 위치한 인후 분비선을 갖고 있다. 뒷발은 넓고 희고 긴 털이 나 있다. 큰귀자유꼬리박쥐속의 다른 종과 달리 긴 두개골과 예외적으로 두개골이 높다. 털은 짧고 부드럽다. 등 쪽 털 색은 짙은 초콜릿 갈색이다. 목 주위에 뚜렷한 크림색 깃을 갖고 있다. 배 쪽 털은 등 쪽보다 밝다. 몸과 비막 가장자리는 얇지만 뚜렸한 흰 털 띠무늬를 갖고 있다.

## 생태
식충동물로 주로 나방을 먹는다. 산누에나방과와 밤나방과, 자나방과에 속하는 나방 종을 먹이로 좋아하는 것으로 보인다. 수컷과 암컷 모두 생후 약 1살이 되면 성적으로 성숙해지고, 몸무게가 약 25g에 이른다. 암컷은 단발정 동물로 일년에 한 번 번식을 한다. 10월과 1월 사이에 임신한 암컷이 발견되지만 대다수의 암컷이 12월에 새끼를 낳는다. 한 번에 한 마리의 새끼를 낳고, 새끼는 털이 없고 어미의 도움이 필요한 불완전 상태로 태어난다. 수백 또는 수천 마리가 모여 군집 생활을 한다. 케냐 서스와산 동굴에 15,000 마리가 한 번에 모여 살기도 했지만 현재는 동굴에서 거의 완전히 사라졌다.

## 분포 및 서식지
예멘과 지부티, 에티오피아, 케냐 지역에 분포한다. 사하라 이남 아프리카 동쪽 지역에서 대부분 발견되며 에리트레아에서도 서식한다. 분포 지역 모델링에 의하면, 분포 지역은 가장 건조한 달의 강수량이 최소 20mm이고, 해발 1500m 이상 연간 총강수량이 500mm 미만인 지역이다. 삼림 지역과 관목 지대, 저산대 초원, 건조 초원 지대, 덤불 지역에서 서식한다. 낮 동안에 고산 동굴 또는 석회암 동굴 둥지에서 시간을 보낸다.

## 보전 상태
현재 국제 자연 보전 연맹(IUCN)이 보전 등급을 "취약종"으로 분류한다. 1997년과 2017년 사이에 둥지 2곳(수스와산 동굴과 이툰두 동굴)에서 개체수가 급격히 감소했기 때문이다. 둥지로 사용되는 동굴에 대한 교란은 해리슨큰귀자이언트사냥개박쥐의 생존을 위협하는 주요 요인의 하나이다. 굴은 구아노 채굴과 관광객, 케이빙, 굴 입구 폐쇄로 교란을 받는다.